# Bredsjö
Bredsjö er en by i Hällefors kommun i Sverige, som før 2010 blev klassificeret som en småort. Bredsjö er en gammel industriby; jernværket som blev opført i 1670'erne blev nedlagt i 1962.

## Historie
Bredsjö hytta blev opført i 1674 af Henrik Jakob Hillebrand och Jönshytte hyttelag. Næsten samtidig eller nogle år senere blev der opført et hammersmedje, som imidlertid først fik sine privilegier i 1689. I den senere del af 1700-tallet blev Bredsjö bruk medlem af fagforeningen Detlof Heijkenskjöld d.ä.s.
I starten af 1890'erne blev hammersmedjet nedlagt, og i stedet blev AB Bredsjö Bruk dannet i 1892 for at fortsætte driften af hytten. Året efter blev hele aktieposten overtaget af politikeren Lars Larsson (1842-1922). I 1899 blev det rapporteret af Bredsjö bruk bestod af højovn, lancashiresmedje, klejnsmedje samt et yderligere, men nedlagt klejnsmedje. Til værket hørte også gruber, hvorfor et opløsningsværk og et briketteringsværk blev opført i tilknytning til værket i 1901-02. I løbet af 1904 blev der også bygget en svævebane mellem gruberne i Ösjöberg og hytten i Bredsjö.
AB Bredsjö bruk gik konkurs i 1910 og aktierne blev overtaget af AB Stjernfors-Ställdalen. Hytten brændte ned i 1939, men blev genopbygget. Efter at Stora Kopparbergs Bergslags AB (nu Stora Enso) havde købt Stjernfors-Ställdalen i 1961 blev hytten i Bredsjö nedlagt. Selve højovnsbygningen er i dag revet ned, men visse andre bygninger som lå i tilknytning til hytten findes stadigvæk.

### Befolkningsudvikling
Bredsjö blev betragtet som en tätort frem til 1980. Den vestlige del af den tidligere tätort er i dag småorten Västra Egnahem, mens den østlige del frem til 2010 var småorten Bredsjö.

## Erhvervsliv
I Bredsjö fremstilles Bredsjö Blå, som er en blåskimmelost af fåremælk.